# Agrilus pavidus
Agrilus pavidus é uma espécie de inseto do género Agrilus, família Buprestidae, ordem Coleoptera.
Foi descrita cientificamente por Fabricius, 1793.